# Yousif Thomas Mirkis
Yousif Thomas Mirkis OP (ur. 21 czerwca 1949 w Mosulu) – iracki duchowny Kościoła katolickiego obrządku chaldejskiego, od 2014 arcybiskup Kirkuk-Sulajmanijja.

## Życiorys
Święcenia kapłańskie przyjął 26 marca 1980 w zakonie dominikanów. Był m.in. założycielem i wykładowcą kilku uczelni w Bagdadzie, dyrektorem pism katolickich oraz przełożonym zakonnego konwentu w Bagdadzie.
11 stycznia 2014 został mianowany archieparchą Kirkuku. Sakry udzielił mu 24 stycznia 2014 chaldejski patriarcha Louis Raphaël I Sako.